# Bennie Logan
Bennie Cordell Logan (Shreveport, 28 dicembre 1989) è un giocatore di football americano statunitense che gioca nel ruolo di defensive end per i Philadelphia Eagles della National Football League (NFL). Fu scelto nel corso del terzo giro (67º assoluto) del Draft NFL 2013 dagli Eagles. Al college ha giocato a football all’Università della Louisiana.

## Carriera professionistica

### Philadelphia Eagles
Logan fu scelto nel corso del terzo giro del Draft 2013 dai Philadelphia Eagles. Debuttò come professionista nella vittoria della settimana 1 contro i Washington Redskins. Nella settimana 5 contro i Philadelphia Eagles mise a segno il primo sack in carriera. Il secondo lo fece registrare la settimana successiva contro i Tampa Bay Buccaneers. La sua annata da rookie si concluse disputando tutte le 16 partite della stagione regolare (8 come titolare) con 27 tackle e 2 sack. Nella successiva partì per la prima volta in tutte le gare come titolare, concludendo con 57 tackle e un fumble forzato.

## Statistiche
| Partite totali      | 32  |
| Partite da titolare | 24  |
| Tackle              | 84  |
| Sack                | 2,0 |
| Intercetti          | 0   |

Statistiche aggiornate alla stagione 2014